# Yahia el-Gamal
Yahia Abdel Aziz Abdel Fatah El-Gamal (en arabe : يحيى عبد العزيز عبد الفتاح الجمل, API: [ˈjeħjæ ʕæbdelʕæˈziːz ʕæbdelfætˈtæːħ]) (né le 15 août 1930 en Égypte et mort le 21 novembre 2016 en Égypte[réf. nécessaire]) est un juriste de formation, un réformiste appartenant à la Coalition nationale pour le changement de Mohamed El Baradei.
Il est nommé vice-premier ministre égyptien le 22 février 2011.

## Biographie
Né en 1930, Yahia el-Gamal poursuit des études de droit et obtient un doctorat en 1963. Il enseigne ensuite à la faculté de droit de l'université du Caire, et publie de nombreux ouvrages de droit constitutionnel.
Il fait partie de plusieurs commissions et participe à la vie politique : membre du Conseil national pour l'éducation et la recherche scientifique, membre de la Cour internationale d'arbitrage à Paris, membre du Conseil d'administration de l'université du 6 octobre, membre de l'Assemblée du peuple, membre du Conseil de l'université de Zagazig, membre de la Commission du droit du Conseil Suprême de la Culture.

### Au moment de la Révolution égyptienne de 2011
Yahia El Gamal adopte des positions critiques face au système politique et juridique égyptien; il appelle à une refonte du système électoral et attaque en particulier l'article 76 de la Constitution égyptienne qui empêchait les candidats indépendants de se représenter. Il adhère à la Coalition nationale pour le changement de Mohamed El Baradei. 
La Révolution égyptienne de 2011 force le Conseil suprême des forces armées chargé de la transition de recomposer le nouveau gouvernement pour introduire des personnalités qui ne soient pas liées à l'armée ou nommées par le président démissionnaire Hosni Moubarak. On crée donc un poste de vice-Premier ministre et Yahia El Gamal est supposé faire contrepoids au Premier ministre Ahmed Chafik et représenter les protestataires au sommet de l'État. 
Au moment de la formation du gouvernement Essam Charaf, il conserve son poste.